# Едуард Барсегян
Едуард Барсегян (пол. Edward Barsegjan; нар. 15 липня 1980, Вагаршапат, Вірменська РСР, СРСР) — польський і вірменський борець греко-римського стилю, срібний призер чемпіонату Європи.

## Біографія
Народився у Вірменії в місті Вагаршапат. Боротьбою займається з 1988 року. На початку своєї міжнародної спортивної кар'єри представляв Вірменію. У складі вірменської юніорської збірної взяв участь у чемпіонаті Європи 1999 року, де посів 10 місце. До міста Картузи у Поморському воєводстві переїхав 2005 року. Наприкінці 2007 року виграв відкритий польський чемпіонат, в якому йому було дозволено взяти участь без польського громадянства. Воно було дано йому офіційно незабаром і вже у 2008 році Едуард дебютував на чемпіонаті Європи у складі польської збірної. Вже наступного року Барсегян став віце-чемпіоном Європи. Ця медаль стала першою на дорослих чемпіонатах світу або Європи для польського клубу «Cartusia» з Картузів, який представляє Едуард Барсегян.
Едуард має польську дружину.

## Спортивні результати на міжнародних змаганнях

### Виступи на Чемпіонатах світу
| Змагання                        | Збірна | Вагова категорія                 | Місце |
| ------------------------------- | ------ | -------------------------------- | ----- |
| Чемпіонат світу з боротьби 2009 | Польща | греко-римська боротьба, до 60 кг | 11    |
| Чемпіонат світу з боротьби 2011 | Польща | греко-римська боротьба, до 60 кг | 22    |
| Чемпіонат світу з боротьби 2013 | Польща | греко-римська боротьба, до 60 кг | 5     |
| Чемпіонат світу з боротьби 2014 | Польща | греко-римська боротьба, до 59 кг | 32    |

### Виступи на Чемпіонатах Європи
| Змагання                         | Збірна | Вагова категорія                 | Місце  |
| -------------------------------- | ------ | -------------------------------- | ------ |
| Чемпіонат Європи з боротьби 2008 | Польща | греко-римська боротьба, до 60 кг | 7      |
| Чемпіонат Європи з боротьби 2009 | Польща | греко-римська боротьба, до 60 кг | Срібло |
| Чемпіонат Європи з боротьби 2011 | Польща | греко-римська боротьба, до 60 кг | 7      |
| Чемпіонат Європи з боротьби 2012 | Польща | греко-римська боротьба, до 60 кг | 24     |
| Чемпіонат Європи з боротьби 2014 | Польща | греко-римська боротьба, до 59 кг | 21     |

### Виступи на інших змаганнях
| Змагання                                                        | Збірна | Вагова категорія                 | Місце  |
| --------------------------------------------------------------- | ------ | -------------------------------- | ------ |
| Міжнародний меморіал Дейва Шульца 2008                          | Польща | греко-римська боротьба, до 60 кг | Бронза |
| Олімпійський кваліфікаційний турнір з боротьби 2008 (Новий Сад) | Польща | греко-римська боротьба, до 60 кг | Бронза |
| Гран-прі Німеччини з боротьби 2008                              | Польща | греко-римська боротьба, до 60 кг | Бронза |
| Турнір Дана Колова — Николи Петрова 2009                        | Польща | греко-римська боротьба, до 60 кг | Бронза |
| Гран-прі Німеччини з боротьби 2009                              | Польща | греко-римська боротьба, до 60 кг | 10     |
| Міжнародний меморіал Дейва Шульца 2011                          | Польща | греко-римська боротьба, до 60 кг | Бронза |
| Гран-прі Іспанії з боротьби 2011                                | Польща | греко-римська боротьба, до 60 кг | Золото |
| Меморіал Вацлава Циолковського 2011                             | Польща | вільна боротьба, до 60 кг        | 21     |
| Турнір Дана Колова — Николи Петрова 2012                        | Польща | греко-римська боротьба, до 60 кг | 5      |
| Олімпійський кваліфікаційний турнір з боротьби 2012 (Гельсінкі) | Польща | греко-римська боротьба, до 60 кг | 21     |
| Гран-прі Німеччини з боротьби 2013                              | Польща | греко-римська боротьба, до 60 кг | Золото |
| Кубок Владислава Пітласинські 2013                              | Польща | греко-римська боротьба, до 60 кг | Золото |
| Всесвітні ігри бойових мистецтв 2013                            | Польща | греко-римська боротьба, до 60 кг | Золото |
| Турнір Івана Піддубного 2014                                    | Польща | греко-римська боротьба, до 59 кг | 8      |
| Золотий Гран-прі з боротьби 2014 (Париж)                        | Польща | греко-римська боротьба, до 59 кг | Золото |
| Гран-прі Німеччини з боротьби 2014                              | Польща | греко-римська боротьба, до 59 кг | Срібло |
| Кубок Владислава Пітласинські 2014                              | Польща | греко-римська боротьба, до 59 кг | 8      |
| Кубок Владислава Пітласинські 2015                              | Польща | греко-римська боротьба, до 59 кг | 20     |
| Меморіал Кристьяна Палусалу 2015                                | Польща | греко-римська боротьба, до 59 кг | Золото |
| Гран-прі Загреба з боротьби 2016                                | Польща | греко-римська боротьба, до 59 кг | 12     |
| Гран-прі Угорщини з боротьби 2016                               | Польща | греко-римська боротьба, до 59 кг | 16     |

### Виступи на змаганнях молодших вікових груп
| Змагання                                       | Збірна   | Вагова категорія                 | Місце |
| ---------------------------------------------- | -------- | -------------------------------- | ----- |
| Чемпіонат Європи з боротьби серед юніорів 1999 | Вірменія | греко-римська боротьба, до 58 кг | 10    |